# Belga szabadságharc

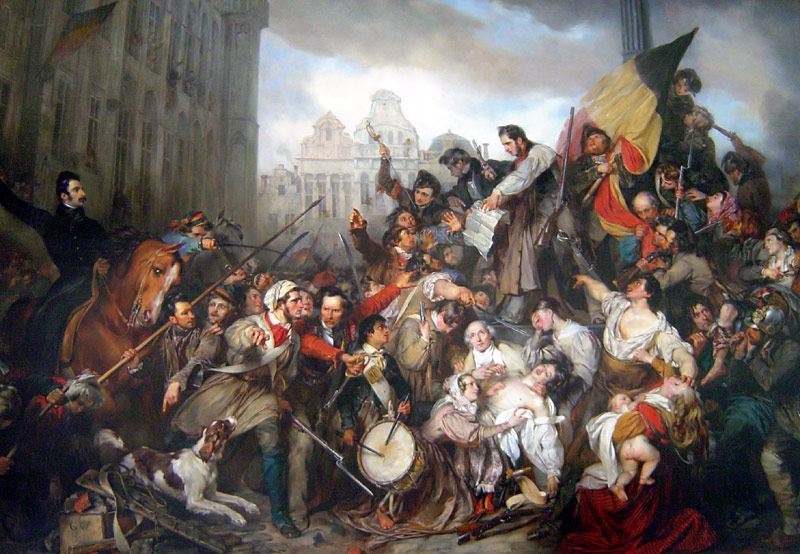
A belga forradalom eseményei a brüsszeli Főtéren, a Városháza előtt (E.G. Wappers festménye).

A belga szabadságharc az Egyesült Németalföldi Királyságban (hollandul: Vereinigd Koninkrijk der Nederlanden) kirobbant konfliktus volt. Kezdete a brüsszeli felkelés (1830 augusztusában), és egy független, római katolikus és semleges Belgium létrejöttével fejeződött be. I. Vilmos, Hollandia királya nem volt hajlandó Belgiumot önálló államnak tekinteni egészen 1839-ig; a londoni egyezmény nyomására engedett. 
Az Egyesült Németalföldi Királyságban 1813-ban vezették be a napóleoni törvényeket. Az 1814-es brit–holland egyezményben a „Németalföld Egyesült Tartományai” (hollandul: Verenigde Provinciën der Nederlanden) és az „Egyesült Németalföld” (hollandul: Verenigd Nederlanden) megnevezés szerepel. Napóleon 1815-ös vereségét követően a bécsi kongresszus az Orániai-Nassaui-ház számára alkotott királyságot, összekapcsolva a holland tartományokat a volt Osztrák Németalfölddel annak érdekében, hogy erős háttér-államot hozzon létre Franciaországtól északra. A bécsi diplomáciai alkudozásokra jellemző, hogy egy korai előterjesztés Poroszországnak adta volna a volt osztrák területeket, jutalmul a Napóleon elleni háborúban való részvételért. A britek megtagadták a volt holland gyarmat, Ceylon, és a fokföldi gyarmatok visszaszolgáltatását, amelyeket Hollandiától a napóleoni vezetés alatt elfoglaltak és az új Németalföldi Királyságot ezekkel a dél-flandriai tartományokkal kárpótolták.

## A szabadságharc kiváltó okai
A belga szabadságharcnak több oka is volt. Elsősorban a francia nyelvű, katolikus vallonokkal szemben tanúsított bánásmód a hollandok dominálta királyságban. Másodsorban a belgák és holland királyuk közti vallási ellentét. A fő ok mégis a holland nyelv uralma az egyesült királyság gazdasági, politikai és szociális intézményeiben. A belgák kevés befolyással rendelkeztek a gazdaság felett és nehezményezték a holland ellenőrzést. A legalsóbb szinteken a hollandok szabad kereskedelem pártján voltak, míg a kevésbé fejlett helyi gyárak Belgiumban az árak védelmét kérték. A szabad kereskedelem révén csökkent a kenyér ára, mivel azt a megújult antwerpeni kikötőn keresztül behozott búzából készítették. A baltikumi import hátrányosan érintette a belga búzatermesztő vidékek mezőgazdaságát.
A holland tartományok számszerű többséget jelentettek a Németalföldi Egyesült Királyság választott alsóházában, így a belgák jelentősen alul voltak képviseltetve. Valamilyen oknál fogva a belgák a politikai dominanciát abban látták, hogy I. Vilmos király holland volt, akkoriban Hollandiában élt, és nagyban figyelmen kívül hagyta a belgák követelését nagyobb önállóság iránt. A király progresszívebb és szeretetre méltóbb képviselője, II. Vilmos herceg (a későbbi II. Vilmos király) Brüsszelben, az iker-fővárosban élt. Népszerű volt ugyan valamennyire a felsőbb osztályokban, de a vallóniai parasztok és munkások közt már kevésbé. 
A belga szabadságharc másik oka a belga emberek hite, a római katolikus hit, mely ellentétben állt a kálvinista királyuk hitével. Bár sok katolikus élt és él a mai Hollandiában, a belgák tisztán katolikusoknak definiálták magukat, és nagyobb egyházi valamint saját befolyást követeltek önkormányzatukban. A belga szabadságharc bizonyos tekintetben a francia nyelvű felsőbb-, és középosztály forradalma volt, mely a holland hegemóniát francia nyelvű hegemóniával cserélte fel. A francia lett a hivatalos nyelv, a holland és a vallon az iskolákban be lett tiltva. S bár a postai bélyegeken a „Belgique-België” felirat kétnyelvű volt, a flamandok nyelvhasználati joga erősen korlátozva volt. A hadsereg hivatalos nyelve az első világháború idején például még a francia volt, s bár a történészek kétlik az információ helyességét, a flamand köztudatban mind a mai napig általános meggyőződés, hogy sokan azért estek el, mert nem értették a francia nyelven kiadott parancsokat. A nehézipar a vallon területekre koncentrálódott. A flamandok egy évszázadon keresztül küzdöttek egyenlőségért a belga államon belül. Ez az 1980-as államszervezetben képződött le, és a helyi önkormányzatok több hatalmat kaptak oktatási ügyekben és a társadalmi tervezetekben. Mindez a fejlődés a belga szabadságharcból eredeztethető. 

1815-ben az Egyesült Tartományok és Dél-Németalföld egyesítéséből jött létre az Egyesült Németalföldi Királyság I. Orániai Vilmos király alatt.

## Az „operalázadás”
A pártos katolikusok érdeklődéssel figyelték a júliusi forradalom kibontakozását Franciaországban. Részleteiről naprakészen tudósítottak a helyi lapok.
1830. augusztus 25-én a francia Daniel Auber szentimentális és patrióta operaművének, „A portici némá”nak (franciául: „La Muette de Portici”) előadását követően felkelés tört ki. A 17. században játszódó történet Masaniello nápolyi felkeléséről a spanyol megszálló hatalom ellen alkalmas volt a nemzeti romantikus érzés felerősítésére. A „Szent hazaszeretet” (franciául: „Amour sacré de la patrie”) kezdetű duett (a tenor szerepben Adolphe Nourrit-val) lázadást szított. Ez adta meg a jelet a felkelésre. A tömeg az előadás után patrióta jelszavakat kiáltozva az utcákra özönlött, és gyorsan elfoglalta a kormányzati épületeket. 
Szeptember elsején a terület katonai parancsnoka meggyőzte a barátságos és mérsékelt Vilmos herceget, aki a monarchiát képviselte Brüsszelben, hogy észak és dél adminisztratív elkülönítése az egyetlen megoldás a krízisre. Vilmos apja azonban visszautasította a felkínált megoldási terveket. 
I. Vilmos király megpróbálta erőszakkal visszaállítani az intézményrendszert, de a királyi katonaság Frigyes herceg vezetésével képtelen volt Brüsszel visszaszerzésére. Véres utcai harcok folytak szeptember 23–26. közt. Szeptember 26-án átmeneti kormányzatot alakítottak Brüsszelben. A függetlenség kinyilvánítása október 4-én történt meg. Novemberben összeült a nemzeti kongresszus Brüsszelben és 1831. február 7-én kihirdették Belgium alkotmányát. Lajos, Namur hercege visszautasította a felajánlott belga királyi koronát. Február 25-én Érasme-Louis Surlet de Chokier-t nevezték ki Belgium régensének, a király trónra lépéséig. A Szász–Coburg–Gothai-házból való Lipót herceg 1831. július 21-én letette az esküt és I. Lipót néven Belgium első királya lett.

## A „tíznapos hadjárat”
1831. augusztus 2-ától 12-ig a holland hadsereg, a holland hercegek vezetésével elfoglalta Belgiumot az ún. „tíznapos hadjáratban”. A belga erők Hasselt és Leuven közelében vereséget szenvedtek. Csak a Gérard Marchal vezette francia hadsereg megjelenése állította meg a hollandok előrenyomulását. A győzelmes kezdet előnyös pozíciót jelentett a hollandoknak a rákövetkező tárgyalásoknál. Vilmos csökönyös ragaszkodása a háborúhoz kontár, hatástalan és drága döntésnek bizonyult – ahogy 1839-ig tartó ötletszerű kampányai.

## Európa nagyhatalmai
Európa nagyhatalmai megosztottak voltak a belga szabadságkeresés tekintetében. A napóleoni háborúk még frissen éltek Európa emlékezetében, így míg a franciák – a nemrég kikiáltott júliusi királyságukkal – a belga függetlenséget támogatták, a többi állam, kevéssé meglepő módon, a Holland Tartományok egyesítése mellett foglalt állást. Oroszország, Poroszország, Ausztria és Nagy-Britannia mind az autoriter holland királyt támogatták. Sokan tartottak attól, hogy a franciák bekebeleznék a független Belgiumot. Végül egyetlen európai hatalom sem küldött haderőt a holland kormány segítségére, részben azért, mert saját határaikon belül is felkelések folytak (az oroszokat is lefoglalta a lengyelországi hadjárat és az ezt követő „rendcsinálás”.

Belgium első nemzeti zászlaja (1830).

## A független Belgium
1830. október 3-án a brüsszeli ideiglenes kormány kinyilvánította a független Belgium létrejöttét, elszakadását az Egyesült Németalföldi Királyságtól. December 20-án az európai hatalmak elismerték Belgium de facto függetlenségét a Holland Királyságtól. Csak később, 1839. április 19-én írták alá a „londoni egyezmény”-t az európai hatalmak – beleértve Hollandiát is. Ebben Belgiumot mint független és semleges országot ismerték el. Tartományai: Észak- és Kelet-Flandria, Brabant (amely azóta Flamand-Brabant és Vallon-Brabant tartományokra bomlott fel), Antwerpen, Hainaut, Namur, és Liège, valamint Luxembourg és Limburg tartományok. 
Hollandia, Maastrichtnál állomásozó hadserege révén, megtartotta az ellenőrzést Limburg tartomány keleti fele és a nagy szénbányák fölött.